# Ділан Єшільгоз-Зегеріус
Ділан Єшільгоз-Зегеріус (уроджена Єшільгоз; нар. 18 червня 1977) — нідерландська політична діячка, яка з 2023 року обіймає посаду лідера Народної партії за свободу та демократію. Вона також обіймала посаду міністра юстиції та безпеки в четвертому кабінеті Рютте з 10 січня 2022 року по 2 липня 2024 року. Єшільгоз раніше була членом Палати представників з 2017 по 2021 рік, а з 2021 по 2022 рік — державним секретарем з економічних питань та кліматичної політики.

## Дитинство та освіта
Єшільгоз народилася в Анкарі, Туреччина, та емігрувала до Нідерландів у дитинстві.  Її мати має турецьке походження, а батько — курд і родом з Тунджелі, Туреччина.  Її мати, Фатма Озгюмюш, є директором Нідерландської організації у справах біженців (VON). Її батько, Юджель Єшільгоз, лівий профспілковий діяч, втік з Туреччини та шукав притулку в Нідерландах у 1980 році після державного перевороту 1980 року. Ділан Єшільгоз, у віці 7 років і будучи біженкою, втекла та попросила притулку в Нідерландах разом зі своєю матір'ю та сестрою.
Після отримання середньої освіти в коледжі Валлей в Амерсфорті з 1991 по 1997 рік Єшільгоз вивчала соціальні та культурні науки у Вільному університеті Амстердама, де у 2003 році отримала ступінь магістра з культури, організації та менеджменту.

## Політична діяльність
Єшільгоз-Зегеріус розпочала свою політичну кар'єру в Соціалістичній партії, де Єшільгоз була членом правління Амерсфортського відділення партії. Після цього вона почала писати для молодіжної делегації Лейбористської партії та пройшла стажування в GroenLinks.
У 2009 році Ділан вирішила залишити Соціалістичну партію та приєднатися до VVD. З 2014 по 2017 рік Єшільгоз обіймала місце в муніципальній раді Амстердама. Вона посіла четверте місце у списку Народної партії за свободу та демократію на муніципальних виборах 2014 року. Як радник, Єшільгоз зобов'язалася боротися з вуличними домаганнями до ЛГБТ-людей та жінок та криміналізувати їх. Вона працювала над цим у міській раді протягом трьох років, але пропозиції завжди відхилялися більшістю. Коли вона пішла до Палати представників у 2017 році, тодішній мер Еберхард ван дер Лаан високо оцінив її наполегливість. Він назвав це своїм прощальним подарунком Єшільгоз, що в Амстердамі буде застосовано комплексний підхід до залякування на вулицях, заснований на пропозиції, яку вона подала разом з Марійке Шашаварі з ХДА на той час. Більшість міської ради схвалила цю пропозицію. Газета «Де Фольккрант» охарактеризував її наполегливу натуру як «пітбуля з емпатією».
Єшільгоз була обрана до Палати представників на загальних виборах 2017 року. Спочатку вона обіймала посаду речника своєї партії з питань юстиції та безпеки, але пізніше її портфель включав кліматичну політику та енергетичну політику. 25 травня 2021 року Єшільгоз була призначена державним секретарем з економічних питань та кліматичної політики в демісіонерському (перехідному) третьому кабінеті Рютте, працюючи разом з Моною Кейзер. 10 січня 2022 року вона була призначена міністром юстиції та безпеки в четвертому кабінеті Рютте.
7 липня 2023 року кабінет міністрів розпався через розбіжності щодо імміграційної реформи, що призвело до дострокових виборів у листопаді 2023 року. 12 липня – через два дні після того, як прем'єр-міністр Марк Рютте заявив, що більше не очолюватиме партію – Єшільгоз оголосила про свою кандидатуру на посаду наступного лідера ВВД. Наступного дня рада партії офіційно висунула її на цю посаду, і 14 серпня Єшільгоз офіційно стала лідером партії ВВД. ВВД посіла третє місце на дострокових виборах, отримавши 24 місця. Єшільгоз стала парламентським лідером партії, але обов'язки виконувала Софі Германс через те, що Єшільгоз продовжувала залишатися міністром. У червні 2024 року опозиційні партії подали подання та поставили на голосування вотум недовіри проти Єшільгоз, жодне з яких не отримало більшості. Причиною цього було твердження яке вона проголосила після розпаду кабінету міністрів, що послідовне возз'єднання сімей призводить до тисяч додаткових шукачів притулку на рік. Пізніше було виявлено, що фактична цифра становить десятки на рік.
Кабінет Схуфа був приведений до присяги 2 липня 2024 року, що поклало край терміну повноважень Єшилгоз на посаді міністра.
Оскільки після перемоги на виборах 2023 року правої партії PVV у політикумі існував сильний опір призначенню керівника PVV  Герта Вілдерса на посаду прем'єр-міністра, на коаліційних перемовинах між чотирма партіми що формували уряд було узгоджено, що жоден з лідерів партій не буде працювати в кабінеті міністрів, Ділан Єшільгоз залишилась працювати в парламенті.

## Політичні погляди
Як міністер юстиції та безпеки, Єшільгоз виступала за реформу кримінального правосуддя та сувору політику боротьби з тероризмом та організованою злочинністю. Вона підтримувала закони про захист журналістів, яким погрожували за їхню роботу, та депортацію екстремістських імамів із Шенгенської зони. Єшільгоз також підтримала обов'язкове використання нагрудних камер для поліцейських. Хоча Єшільгоз і була біженкою в минулому, вона заявила, що домагатиметься посилення контролю за імміграцією, якщо її оберуть прем'єр-міністром.

## Ставлення до України
13 березня 2025 року Президент Володимир Зеленський зустрівся з Ділан Єшілгьоз-Зегеріус, лідеркою Народної партії за свободу і демократію Нідерландів під час її візиту до Києва. Він висловив глибоку вдячність за незмінну підтримку України з боку Нідерландів від початку війни, зокрема діям прем’єр-міністра та парламенту. Зеленський відзначив зусилля Єшілгьоз як колишньої міністерки юстиції щодо допомоги українським біженцям і притягнення Росії до відповідальності за  збиття рейсу MH17. Єшілгьоз запевнила у повній підтримці України та відзначила стійкість українців у захисті європейських цінностей.

## Приватне життя
Єшільгоз вийшла заміж за Рене Зегеріуса у 2013 році. Вона вболіває за «Аякс» та є шанувальницею кантрі-музики.
Хоча вона має подвійне громадянство, вона вважає себе нідерландкою, а не турецькою громадянкою. У телевізійній програмі «College Tour» у вересні 2023 року вона заявила, що ніколи не мала турецького паспорта і що лише рік тому дізналася, що все ще має турецьке громадянство. З цим знанням, за її словами, вона офіційно подала відмову від свого турецького громадянства, хоча на момент інтерв'ю подання ще не було задоволено турецьким урядом.